# Communauté de communes du Vallespir
Die Communauté de communes du Vallespir ist ein französischer Gemeindeverband mit der Rechtsform einer Communauté de communes im Département Pyrénées-Orientales in der Region Okzitanien. Sie wurde am 24. Dezember 1996 gegründet und umfasst zehn Gemeinden. Der Verwaltungssitz befindet sich im Ort Céret.

## Mitgliedsgemeinden
| Gemeinde                            | Einwohner 1. Januar 2022 | Fläche km² | Dichte Einw./km² | Code INSEE | Postleitzahl |
| ----------------------------------- | ------------------------ | ---------- | ---------------- | ---------- | ------------ |
| Céret                               | 7.544                    | 37,86      | 199              | 66049      | 66400        |
| L’Albère                            | 63                       | 17,10      | 4                | 66001      | 66480        |
| Le Boulou                           | 5.396                    | 14,42      | 374              | 66024      | 66160        |
| Le Perthus                          | 565                      | 4,27       | 132              | 66137      | 66480        |
| Les Cluses                          | 258                      | 8,91       | 29               | 66063      | 66400        |
| Maureillas-las-Illas                | 2.859                    | 42,10      | 68               | 66106      | 66480        |
| Reynès                              | 1.234                    | 27,56      | 45               | 66160      | 66400        |
| Saint-Jean-Pla-de-Corts             | 2.283                    | 10,62      | 215              | 66178      | 66490        |
| Taillet                             | 106                      | 10,02      | 11               | 66199      | 66400        |
| Vivès                               | 182                      | 11,07      | 16               | 66233      | 66490        |
| Communauté de communes du Vallespir | 20.490                   | 183,93     | 111              | –          | –            |